# Povina
Povina é um município da Eslováquia, situado no distrito de Kysucké Nové Mesto, na região de Žilina. Tem 19,13 km² de área e sua população em 2018 foi estimada em 1.166 habitantes.

## Demografia
| Ano:        | 1994 | 2004   | 2014   | 2024   |
| ----------- | ---- | ------ | ------ | ------ |
| Broj ljudi: | 1113 | 1123   | 1147   | 1149   |
| Razlika:    |      | +0,89% | +2,13% | +0,17% |

| Ano:               | 2023 | 2024   |
| ------------------ | ---- | ------ |
| Número de pessoas: | 1146 | 1149   |
| Diferença:         |      | +0,26% |